# Yoon Shin-young
Đây là một tên người Triều Tiên, họ là Yoon.
Yoon Shin-Young  (Hangul: 윤신영; sinh ngày 22 tháng 5 năm 1987) là một cầu thủ bóng đá Hàn Quốc thi đấu ở vị trí hậu vệ cho Daejeon Citizen.

## Sự nghiệp câu lạc bộ
Yoon được lựa chọn bởi Daejeon Citizen như là một cầu thủ tuyển cho mùa giải K League 2009.  Sau khi mùa giải kết thúc, anh chuyển đến Sangju Sangmu Phoenix (trước đây là Gwangju Sangmu FC), hạng đấu thể thao của Quân đội Hàn Quốc, để thực hiện nghĩa vụ quân sự 2 năm.  Yoon ít ra sân cho câu lạc bộ mới ở mùa giải K League 2010, nhưng đã được thi đấu thường xuyên hơn ở mùa giải 2011.
Sau 2 năm với Sangju, Yoon trở lại Daejeon ngày 21 tháng 9 năm 2011. Sau mùa giải 2011, Yoon rời Daejeon như là cầu thủ tự do và gia nhập Gyeongnam FC vào tháng 1 năm 2012.
Ngày 7 tháng 2 năm 2014, Yoon chuyển đến đội bóng tại Giải bóng đá ngoại hạng Trung Quốc Jiangsu Sainty.
Ngày 20 tháng 1 năm 2015, Yoon chuyển đến đội bóng tại K League Daejeon Citizen.
Ngày 1 tháng 2 năm 2016, Yoon chuyển đến đội bóng tại J2 League Renofa Yamaguchi FC.

## Thống kê sự nghiệp câu lạc bộ
Tính đến 14 tháng 12 năm 2013
| Thành tích câu lạc bộ | Thành tích câu lạc bộ | Thành tích câu lạc bộ              | Giải vô địch | Giải vô địch | Cúp     | Cúp       | Cúp Liên đoàn | Cúp Liên đoàn | Châu lục | Châu lục  | Tổng cộng | Tổng cộng |
| Mùa giải              | Câu lạc bộ            | Giải vô địch                       | Số trận      | Bàn thắng    | Số trận | Bàn thắng | Số trận       | Bàn thắng     | Số trận  | Bàn thắng | Số trận   | Bàn thắng |
| Hàn Quốc              | Hàn Quốc              | Hàn Quốc                           | Giải vô địch | Giải vô địch | Cúp KFA | Cúp KFA   | Cúp Liên đoàn | Cúp Liên đoàn | Châu Á   | Châu Á    | Tổng cộng | Tổng cộng |
| --------------------- | --------------------- | ---------------------------------- | ------------ | ------------ | ------- | --------- | ------------- | ------------- | -------- | --------- | --------- | --------- |
| 2009                  | Daejeon Citizen       | K League                           | 4            | 0            | 0       | 0         | 2             | 0             |          |           | 6         | 0         |
| 2010                  | Sangju Sangmu         | K League                           | 0            | 0            | 0       | 0         | 2             | 0             |          |           | 2         | 0         |
| 2011                  | Sangju Sangmu         | K League                           | 13           | 0            | 1       | 0         | 4             | 0             |          |           | 18        | 0         |
| 2011                  | Daejeon Citizen       | K League                           | 0            | 0            | 0       | 0         | 0             | 0             |          |           | 0         | 0         |
| 2012                  | Gyeongnam FC          | K League                           | 31           | 0            | 4       | 0         | -             | -             |          |           | 35        | 0         |
| 2013                  | Gyeongnam FC          | K League Classic                   | 32           | 2            | 0       | 0         | -             | -             |          |           | 32        | 2         |
| Trung Quốc            | Trung Quốc            | Trung Quốc                         | Giải vô địch | Giải vô địch | Cúp FA  | Cúp FA    | CSL Cup       | CSL Cup       | Châu Á   | Châu Á    | Tổng cộng | Tổng cộng |
| 2014                  | Jiangsu Sainty        | Giải bóng đá ngoại hạng Trung Quốc | 14           | 0            | 3       | 0         | -             | -             | -        | -         | 17        | 0         |
| Tổng cộng             | Trung Quốc            | Trung Quốc                         | 14           | 0            | 3       | 0         | 0             | 0             | 0        | 0         | 17        | 0         |
| Tổng cộng             | Hàn Quốc              | Hàn Quốc                           | 80           | 2            | 5       | 0         | 8             | 0             | 0        | 0         | 93        | 2         |
| Tổng cộng sự nghiệp   | Tổng cộng sự nghiệp   | Tổng cộng sự nghiệp                | 94           | 2            | 8       | 0         | 8             | 0             | 0        | 0         | 110       | 2         |